# Varen (Tarn-et-Garonne)
Varen (okzitanisch: Varenh) ist eine französische Gemeinde mit 646 Einwohnern (Stand: 1. Januar 2022) im Département Tarn-et-Garonne in der Region Okzitanien (vor 2016: Midi-Pyrénées). Varen gehört zum Arrondissement Montauban und zum Kanton Quercy-Rouergue. Die Einwohner werden Varennois genannt.

## Geographie
Varen liegt etwa 45 Kilometer nordöstlich des Stadtzentrums von Montauban. Der Aveyron begrenzt die Gemeinde im Süden, in den hier seine Zuflüsse Seye und Baye einmündet. Umgeben wird Varen von den Nachbargemeinden Verfeil im Norden, Najac im Nordosten, Laguépie und Le Riols im Osten, Saint-Martin-Laguépie im Osten und Südosten, Milhars im Süden, Montrosier im Süden und Südwesten sowie Féneyrols im Westen und Südwesten.

## Bevölkerung
| Jahr      | 1962  | 1968  | 1975 | 1982 | 1990 | 1999 | 2006 | 2018 |
| --------- | ----- | ----- | ---- | ---- | ---- | ---- | ---- | ---- |
| Einwohner | 1.182 | 1.118 | 998  | 909  | 870  | 748  | 730  | 654  |

## Sehenswürdigkeiten
- Kirche Saint-Pierre aus dem 11. Jahrhundert
- Kirche von Arnac
- Schloss Belpech

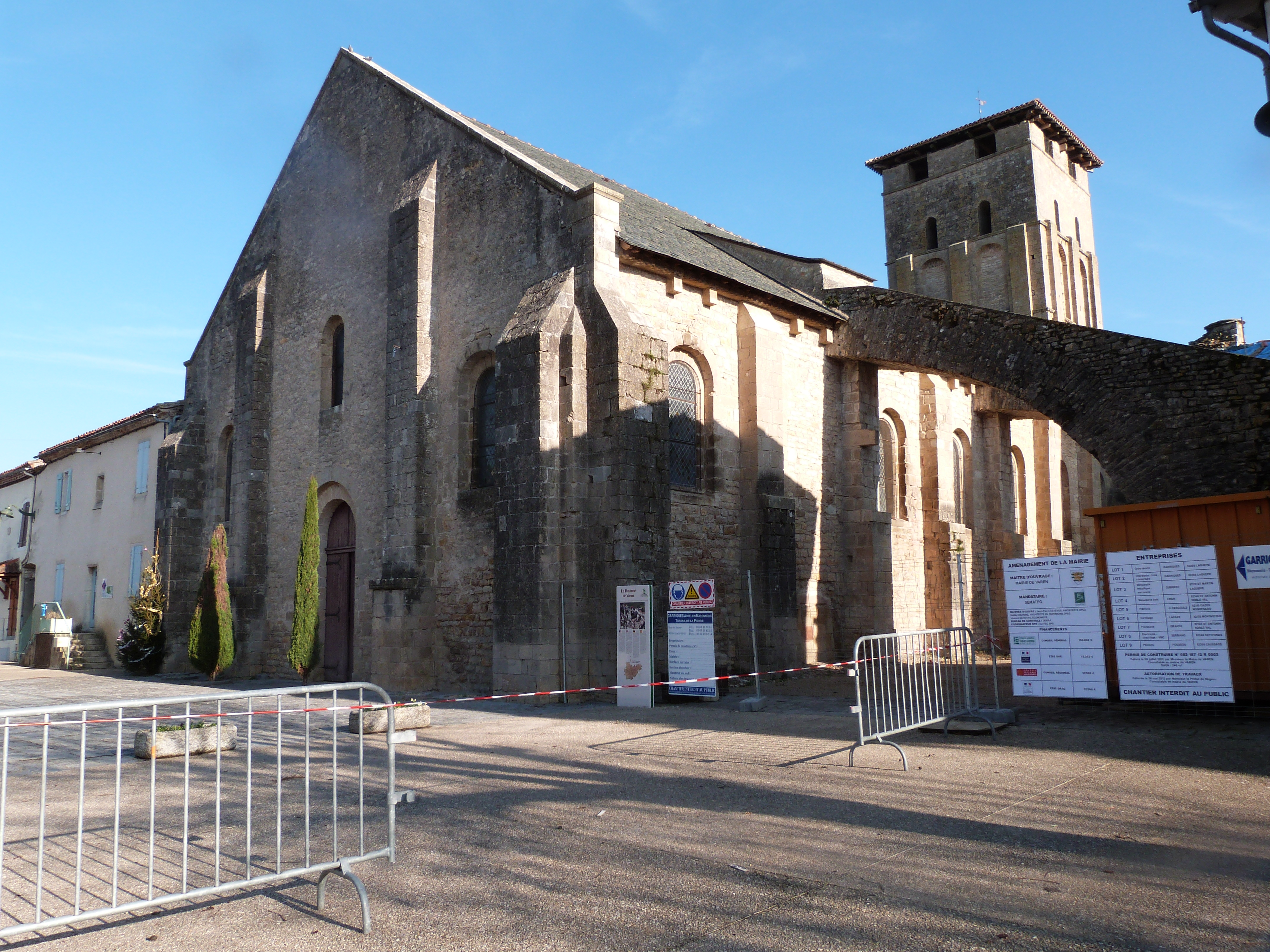
Kirche Saint-Pierre
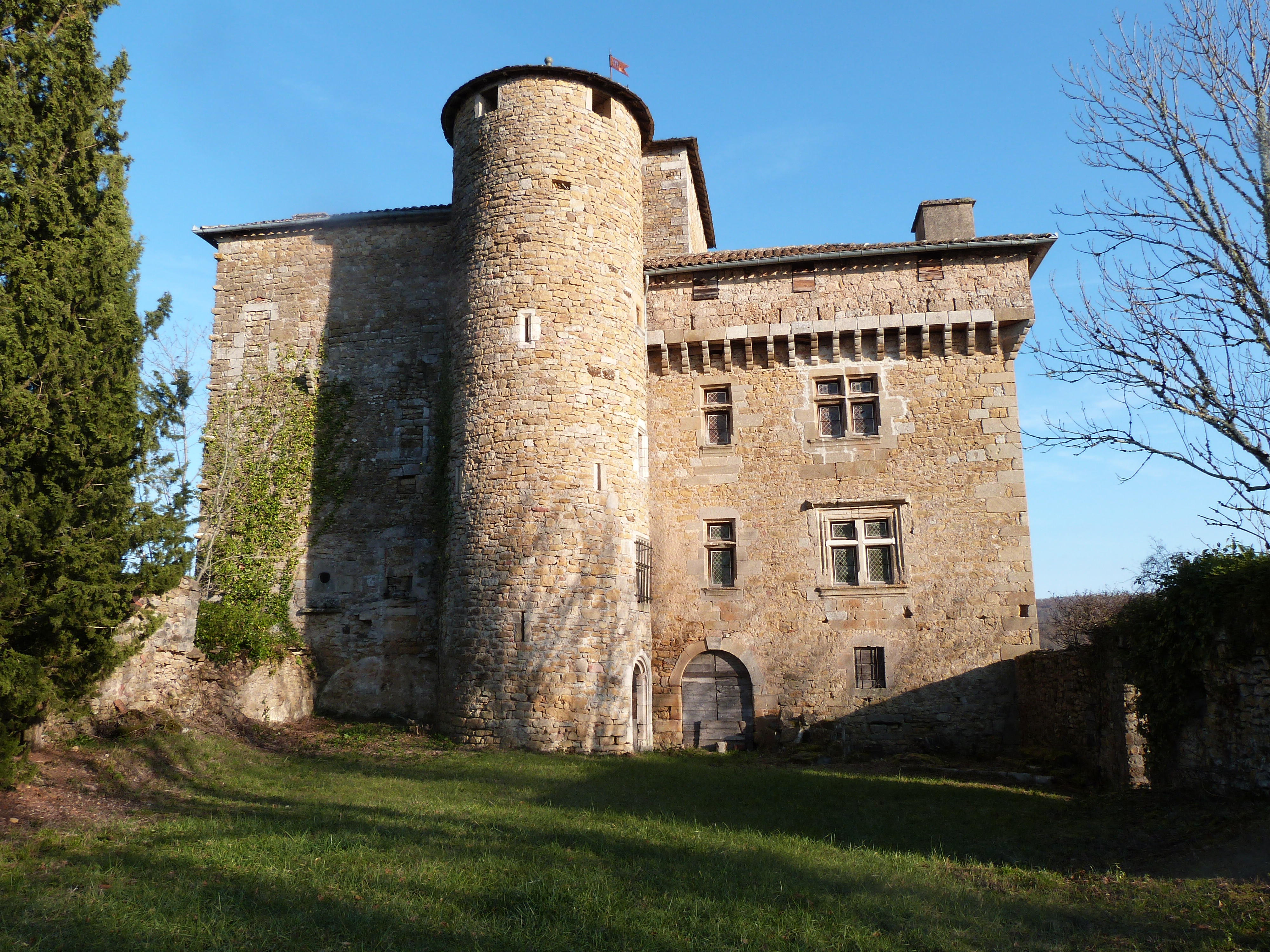
Schloss Belpech